# Carlos Rubiera Rodríguez
Carlos Rubiera Rodríguez (Gijón, 19 d'abril de 1904 - Madrid, 28 d'abril de 1942) va ser un advocat i polític socialista asturià, afusellat pel règim franquista després de la fi de la Guerra Civil Espanyola. Va ser diputat per la província de Madrid i governador civil d'aquesta província.

## Biografia
Carlos Rubiera pertanyia a l'ala esquerra, caballerista, del PSOE, oposada al sector centrista liderat per Indalecio Prieto, de la qual fou un dels seus més famosos oradors. Formava part de l'Agrupació Socialista Madrilenya, de la qual va arribar a ser secretari durant la Guerra Civil, i va ser elegit diputat per la circumscripció de la província de Madrid pel Front Popular a les eleccions de febrer de 1936.
Després de començar la guerra civil, va formar part de la primera Junta de Defensa de Madrid, creada per Largo Caballero a finals del mes de setembre de 1936. Fou també governador civil de Madrid entre el 7 d'octubre i el 31 de desembre d'aquest any, i a continuació subsecretari de Governació amb el caballerista Ángel Galarza (succeint Wenceslao Carrillo Alonso), fins a la caiguda del govern de Largo Caballero i l'arribada al càrrec de Negrín, amb Julián Zugazagoitia, ambdós de l'ala centrista del PSOE.
La resta de la guerra va seguir ocupant càrrecs en el partit, oposant-se tant a la progressiva presa del poder per part de la facció centrista dins del partit com a la creixent influència comunista a la zona republicana. Al febrer de 1938 va col·laborar en la creació de les noves seccions juvenils exclusivament socialistes, fou escollit secretari provincial a Madrid de les Joventuts Socialistes de la FETT, la qual seguia defensant la causa caballerista. Com la resta de dirigents de l'Agrupació Socialista Madrilenya, va participar en la revolta de Casado contra Juan Negrín. Va ser escollit membre de la Comissió Executiva Nacional del PSOE, sota la presidència de José Gómez Osorio, pocs dies abans del final de la Guerra (20 i 21 de març). Aquesta executiva tenia pretensió de convertir-se en la direcció del partit en l'exili, però la subsegüent repressió franquista va acabar amb gairebé la meitat d'ella.
Rubiera va fugir a València en companyia de la seva família i de l'alcalde socialista de Vallecas, Amós Acero Pérez, amb la pretensió d'embarcar-se. Davant la impossibilitat de fer-ho, van continuar cap a Alacant, on va ser capturat juntament amb les milers de persones que havien arribat a la ciutat per les tropes italianes que van prendre la ciutat. Rubiera va formar part de la delegació que va negociar amb el cònsol francès a Alacant i els comandaments italians la presa de la ciutat. internat al camp de concentració d'Albatera i traslladat de tornada a Madrid, a la presó de Porlier, pels òrgans de repressió dels vencedors.
Condemnat a mort, va ser afusellat al Cementiri de l'Est, juntament amb altres set persones, el 7 de novembre de 1942.